# Station Guadalajara-Yebes
Station Guadalajara-Yebes is spoorwegstation in de Spaanse regio Castilië-La Mancha op de grens van de twee naamgevende gemeenten. Het station werd geopend op 10 oktober 2003 en wordt beheerd door ADIF. 

## Ligging en inrichting
Het station ligt bij kilometerpaal 64,4 van de hogesnelheidslijn Madrid - Barcelona vlak naast het nieuwbouwproject Ciudad Valdeluz op 8 km ten zuiden van het stadscentrum van Guadalajara. Het stationsplein ligt tussen de doorgaande sporen ten zuiden van het plein en een
kopspoor ten noorden van het plein. Op het plein bevinden zich parkeerplaatsen en bushaltes. Het stationsgebouw aan de westkant van het plein is direct verbonden met het perron langs het ongebruikte kopspoor en het perron langs het spoor richting Madrid. Reizigers voor de andere richting kunnen het perron bereiken via een reizigerstunnel met liften en roltrappen. De perronsporen liggen aan weerszijden van de twee doorgaande sporen die gebruikt worden door de treinen die niet stoppen in het station. Aan de zuidrand van het station staan loodsen van het spoorwegonderhoudsbedrijf GMF.

## Reizigersdienst
Het aantal treinen dat het station passeert zonder te stoppen is veel groter dan het aantal treinen dat er stopt. Er is één AVE-trein die hier stopt en die ook stopt in Calatayud, het volgende station in oostelijke richting aan de lijn. Om tussen de beide stations te reizen, kan ook gebruik gemaakt worden van de Alvia-treindienst, die twee tot vier keer per dag rijdt. De Avant diensten, die al in 1999 werden aangekondigd, doen dit HSL-station echter niet aan.
Het ontbreken van middellange-afstandsverbindingen, de afstand van 8 km tot het stadscentrum en de beschikbaarheid van de Cercanias tussen Madrid en Guadalajara waren niet bevordelijk voor de reizigersstroom. Het station heeft dan ook een zeer laag aantal reizigers: 80.000 in 2010, wat neerkomt op 219 per dag.